# Prosper Bruggeman
Prosper Jan Bruggeman (Gand, 14 marzo 1870 – Gand, 6 marzo 1939) è stato un canottiere belga.
Partecipò alle Olimpiadi di Parigi 1900 con la squadra del Royal Club Nautique de Gand nella gara di Otto, dove conquistò la medaglia d'argento e nella gara di due con, in cui fu eliminato in semifinale.

## Palmarès
| Anno | Manifestazione | Sede   | Evento | Risultato | Note |
| ---- | -------------- | ------ | ------ | --------- | ---- |
| 1900 | Olimpiadi      | Parigi | Otto   | Argento   |      |